# Шахта «Центроспілка»
ДВАТ "Шахта «Центроспілка». Входить до ДХК «Свердловантрацит». Розташоване у смт Комсомольський Свердловської міськради, Луганської області.
Фактичний видобуток 1714/1230 т/добу (1990/1999). У 2003 р. видобуто 511 тис.т. вугілля.
Максимальна глибина 930/450 м (1990/1999). Протяжність підземних виробок 59,6/62,8 км (1990/1999). У 1990—1999 розробляла пласт h9 потужністю 0,83/0,74 м, кут падіння 20/23°.
Кількість очисних вибоїв 2/1, підготовчих 7/3 (1990/1999).
Кількість працюючих: 1271/1064 осіб, в тому числі підземних 946/741 осіб (1990/1999).
Адреса: 94825, смт. Комсомольський, м. Довжанськ, Луганської обл.